# 江口聡一郎
江口 聡一郎（えぐち そういちろう、2003年11月22日 - ）は、北海道札幌市のプロ野球選手（外野手）。右投右打。くふうハヤテベンチャーズ静岡所属。

## 経歴
札幌市立真栄小学校1年次に真栄ビクトリーで野球を始めた。
札幌大谷中学校では札幌大谷リトルシニアでプレーした。
北海高等学校では高校2年の6月に右胸郭出口症候群になり7月に手術をし50kgあった握力は8kgまで下がり右手で箸を持てないほどになった。7月に手術をしてから県秋季大会よりスタメンを勝ち取った。秋季大会では万全ではなかったが人生初アーチを含む打率.364を記録し第93回選抜高等学校野球大会への出場に貢献した。特に決勝の旭川実業高等学校戦では田中楓基から本塁打を放ちそれが決勝点となった。3年夏の県大会中にはパニック症候群を引き起こし日常生活も困難な状態に陥るが病院で処方された薬を服用しながら出場した第103回全国高等学校野球選手権大会で1安打を放った。2学年上に辻本倫太郎、同級生に木村大成、大津綾也がいた。
日本大学に進学するがパニック症候群が治まらず2年春に退部した。
1年間野球からは離れていたが北海高校の同級生だった宮下朝陽が大学日本代表に選ばれるなどして野球への思いが再燃し発足直後の軟式チーム・東京ユニコーンに入団した。2024年に入り硬式のホグレルベースボールクラブでも本格的に練習を再開した。
前年よりウエスタンリーグに参入したくふうハヤテベンチャーズ静岡のトライアウトに参加し、フリー打撃で3発の柵越えを放ち、2024年12月16日に入団が発表された。背番号は64。